# Crișeni, Sălaj

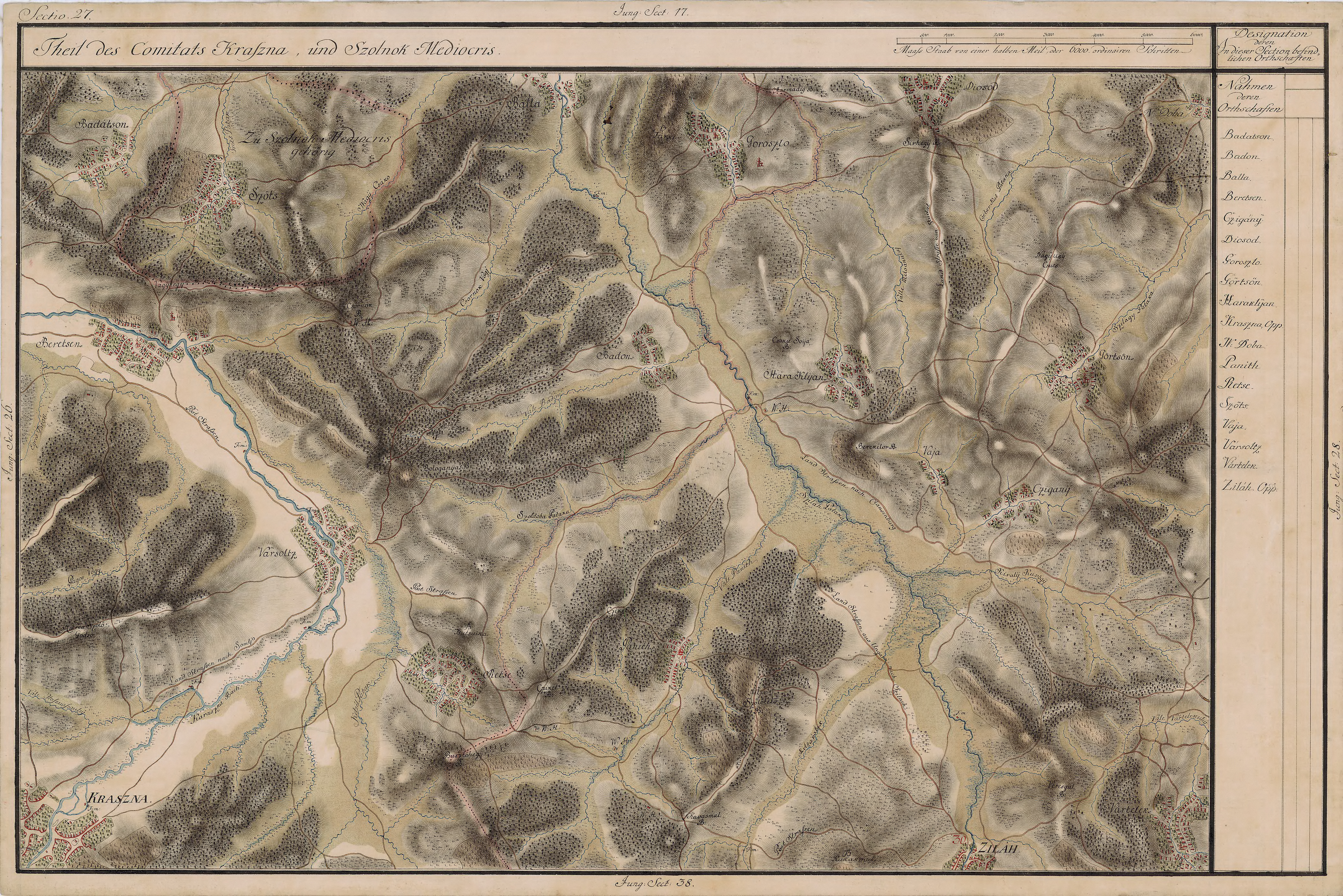
Crișeni în Harta Iosefină a Transilvaniei, 1769-1773

Crișeni, colocvial Țigani, (în maghiară Cigányi) este satul de reședință al comunei cu același nume din județul Sălaj, Transilvania, România.

## Istoric
Pentru prima dată localitatea Crișeni a fost menționată în anul 1387 sub denumirea de Tothaza.